# حريق من النوع ب
في أنواع الحريق، حريق نوع (ب) هو عبارة عن حريق في السوائل القابلة للاشتعال أو الغازات القابلة للاشتعال أو الشحوم البترولية أو القطران أو الزيوت أو الدهانات ذات الأساس الزيتي أو المذيبات أو الكحوليات.
تتميز حرائق نوع (ب) عن أنواع الحرائق الأخرى. على سبيل المثال حرائق نوع أ هي المواد القابلة للاحتراق كا المواد العادية مثل: (الخشب أو الورق أو المطاط) ؛ حرائق نوع ج تكون مادة الاحتراق عبارة عن (معدات كهربائية نشطة) ؛ حرائق نوع د حيث تكون مادة الاحتراق عبارة عن (معادن قابلة للاحتراق). ويعتبر نوع ك من الحرائق الأقل شيوعًا (المعترف به خارج الولايات المتحدة بالنوع و) وهي الحرائق التي تشتمل على زيت الطهي أو الدهون ؛ وتعتبر هذة المواد جزء من النوع ب.
تصنف الحرائق بواسطة عامل الإطفاء المناسب. أثناء استخدام الماء في حرائق النوع أ، فإن استخدام الماء على حريق من النوع ب (مثل حرائق الشحوم) يعد أمرًا خطيرًا للغاية. وذلك لأن الشحوم المحترقة تكون أكثر سخونة من درجة غليان الماء (212 درجة فهرنهايت أو 100 درجة مئوية) ؛ عندما يتم وضع الماء على الشحوم، فإنه ينتج بخارًا يتمدد بسرعة ويتناثر، مما يسبب الحروق وينشر النار. ولهذا السبب، تستخدم مطفأة حريق النوع أ الماء، بينما تستخدم طفايات حريق النوع ب مواد كيميائية جافة (رغوة أو مسحوق)، مثل رغوة تشكيل الغشاء المائي، والمواد الكيميائية الجافة متعددة الأغراض مثل فوسفات الألومنيوم، والعوامل المهلجنة مثل ثاني أكسيد الكربون عالي الضغط. تحتوي بعض طفايات الحريق على مواد كيميائية مصممة لمكافحة حرائق النوع أ والنوع ب.

محاولات إطفاء حريق بسبب الزيت

تشكل حرائق الشحوم وزيوت الطهي خطرًا على السلامة. وجدت دراسة مدتها عشر سنوات، وكانت بين 1976 إلى 1985، أن 4.7% من مرضى الحروق في المستشفى يعانون من حروق أسبابها الشحوم الساخنة أو الزيوت، مع حدوث %78 من هذه الإصابات في المنزل. وفقًا للرابطة الوطنية للحماية من الحرائق، بين عامي 2010 و 2014، تم الإبلاغ عن ما يقارب من (46%) حرائق المباني المنزلية لإدارات الإطفاء في الولايات المتحدة من الطبخ ؛ خلال نفس الفترة الزمنية، تسببت معدات الطهي في 19% من وفيات حرائق المنازل، و44% من إصابات حرائق المنازل، و17% من إجمالي الأضرار المباشرة في الممتلكات.